# تنها شانس من (فیلم ۱۹۵۷)
شانس منه دیگه (به انگلیسی: Just My Luck) فیلمی کمدی به کارگردانی جان پدی کارستیرز، نویسندگی پیتر کوسیک، آلفرد شانسی و پیتر بلکمور و تهیه‌کنندگی ارل سنت. جان و هیو استوارت با بازی نورمن ویزدوم محصول سال ۱۹۵۷ میلادی است.

## داستان
نورمن هکت در کارگاه یک جواهرفروشی مشغول به کار است و بی‌گناه در رؤیای ملاقات با ویترین‌آرای مغازه‌ای در آن‌سوی خیابانِ محل کارش غرق شده است. او می‌خواهد یک آویز الماس برای او بخرد و پس از کمی ترغیب، یک پوند روی پیش‌بینی شش مسابقهٔ اسب‌دوانی در رقابت‌های گودوود شرط‌بندی می‌کند. وقتی هکت در پنج مسابقهٔ نخست برنده می‌شود و احتمال دارد در صورت پیروزی نهایی بیش از ۱۶٬۰۰۰ پوند برنده شود، بنگاه‌دار شرط‌بندی نگران می‌شود.